# Zračna luka Sanandadž
Zračna luka Sanandadž (IATA kod: SDG, ICAO kod: OICS) smještena je pokraj grada Sanandadža u zapadnom dijelu Irana odnosno Kurdistanskoj pokrajini. Nalazi se na nadmorskoj visini od 1378 m. Zračna luka ima jednu asfaltiranu uzletno-sletnu stazu dužine 2640 m, a koristi se za tuzemne i regionalne letove. Zračni prijevoznici koji nude redovne letove u ovoj zračnoj luci uključuju Iran Aseman Airlines i Mahan Air.

## Vanjske poveznice
- (perz.) Službene stranice Zračne luke Sanandadž  Arhivirana inačica izvorne stranice od 24. lipnja 2012. (Wayback Machine)
- (engl.) [neaktivna poveznica]
- (engl.) DAFIF, Great Circle Mapper: SDG